# Saint-Pierre-Avez
Pour les articles homonymes, voir Saint-Pierre.
Saint-Pierre-Avez est une commune française, située dans le département des Hautes-Alpes en région Provence-Alpes-Côte d'Azur.
Ses habitants sont les Saint-Pierre-Avéziens et Saint-Pierre-Avéziennes.

## Géographie
Au cœur des Baronnies, dans les gorges de la Méouge, il appartient à la communauté de communes du canton de Ribiers Val de Méouge.

### Accès et transports
Le village se trouve à proximité de la RD 942 entre Barret-sur-Méouge et Châteauneuf-de-Chabre. Le pont, en amont des gorges de la Méouge, puis une montée en lacets de 2 km permettent d’accéder au village.
Le seul accès aux transports en commun est la navette 43 Laragne-Mévouillon

### Topographie

Massif des Alpes et localisation des Baronnies

Le village est perché à environ 700 mètres d’altitude, sur un plateau sec et aride. Bâti autour de son église, le village ne revêt pas un caractère exceptionnel pour son patrimoine architectural, mais plutôt pour la vue qu’il offre.
Le territoire fait partie du massif des Baronnies, c’est un territoire de montagne.

### Communes voisines
Ce village du sud-ouest du département des Hautes-Alpes se situe entre Barret-sur-Méouge et Châteauneuf-de-Chabre.

### Risques naturels
La commune a un risque sismique faible (2), les principaux risques naturels sont les feux de forêts et les mouvements de terrains.
En 2011, la sécheresse et la réhydratation des sols ont causé d'importants dégâts au sein des habitations du village, neuves et anciennes.
Le village a été le seul du département à bénéficier de l'état de catastrophe naturelle.

### Hydrographie
Le cours d’eau qui borde la commune sur sa partie Nord est la Méouge.
Saint-Pierre-Avez est la dernière commune traversée par la Méouge avant de pénétrer dans ses gorges réputées.
Plusieurs petits ruisseaux affluents de la Méouge s’y jettent au niveau de la commune :
- le torrent de Bigarière,
- le torrent des Vignasses[3], rive gauche (Barret le Bas)
- le torrent des Fraches, avec un affluent
- le torrent d'Ourse, avec un affluent

### Climat
Pour des articles plus généraux, voir Climat de Provence-Alpes-Côte d'Azur et Climat des Hautes-Alpes.
En 2010, le climat de la commune est de type climat méditerranéen altéré, selon une étude du Centre national de la recherche scientifique s'appuyant sur une série de données couvrant la période 1971-2000. En 2020, Météo-France publie une typologie des climats de la France métropolitaine dans laquelle la commune est exposée à un climat de montagne ou de marges de montagne et est dans la région climatique Alpes du sud, caractérisée par une pluviométrie annuelle de 850 à 1 000 mm, minimale en été.
Pour la période 1971-2000, la température annuelle moyenne est de 10,2 °C, avec une amplitude thermique annuelle de 17,2 °C. Le cumul annuel moyen de précipitations est de 1 075 mm, avec 6,9 jours de précipitations en janvier et 4,5 jours en juillet. Pour la période 1991-2020, la température moyenne annuelle observée sur la station météorologique de Météo-France la plus proche, « Laragne Montéglin », sur la commune de Laragne-Montéglin à 8 km à vol d'oiseau, est de 12,0 °C et le cumul annuel moyen de précipitations est de 813,8 mm. 
La température maximale relevée sur cette station est de 41,1 °C, atteinte le 28 juin 2019 ; la température minimale est de −17,4 °C, atteinte le 18 décembre 2010,,.
Les paramètres climatiques de la commune ont été estimés pour le milieu du siècle (2041-2070) selon différents scénarios d'émission de gaz à effet de serre à partir des nouvelles projections climatiques de référence DRIAS-2020. Ils sont consultables sur un site dédié publié par Météo-France en novembre 2022.

## Urbanisme

### Typologie
Au 1er janvier 2024, Saint-Pierre-Avez est catégorisée commune rurale à habitat très dispersé, selon la nouvelle grille communale de densité à 7 niveaux définie par l'Insee en 2022.
Elle est située hors unité urbaine et hors attraction des villes,.

### Occupation des sols
L'occupation des sols de la commune, telle qu'elle ressort de la base de données européenne d’occupation biophysique des sols Corine Land Cover (CLC), est marquée par l'importance des forêts et milieux semi-naturels (99,5 % en 2018), une proportion sensiblement équivalente à celle de 1990 (99,6 %). La répartition détaillée en 2018 est la suivante : 
forêts (70,3 %), milieux à végétation arbustive et/ou herbacée (26 %), espaces ouverts, sans ou avec peu de végétation (3,2 %), terres arables (0,5 %).
L'évolution de l’occupation des sols de la commune et de ses infrastructures peut être observée sur les différentes représentations cartographiques du territoire : la carte de Cassini (XVIIIe siècle), la carte d'état-major (1820-1866) et les cartes ou photos aériennes de l'IGN pour la période actuelle (1950 à aujourd'hui).

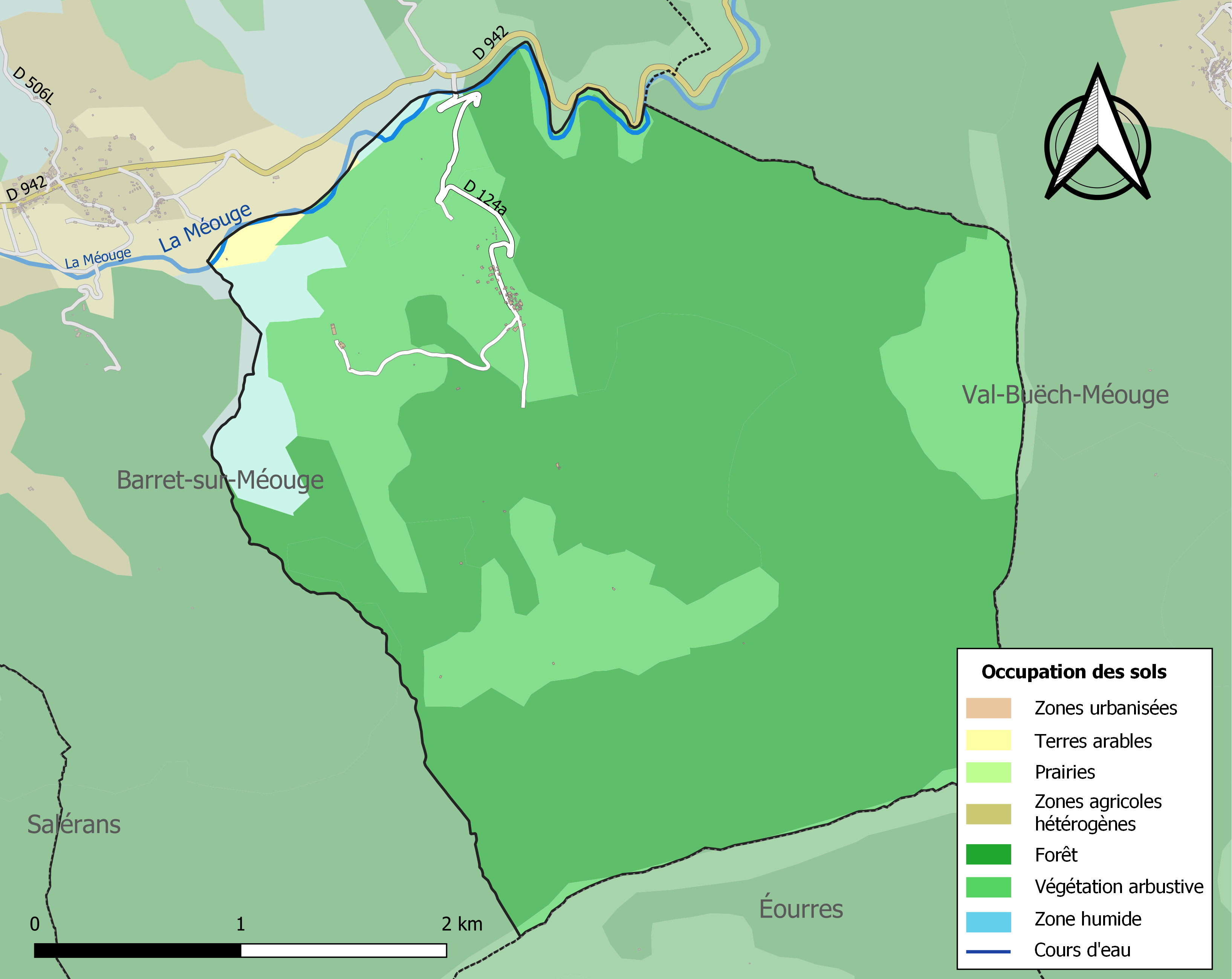
Carte de l'occupation des sols de la commune en 2018 (CLC).

### Quartiers
Les principaux « quartiers » de la commune sont :
- Le Village,
- Bramafan,
- La Commanderie,
- Chaparatte,
- Serre Sillon,
- Beau Buisson,
- Forest Gallis.

## Toponymie
En occitan vivaro-alpin, lza commune se nomme Sant Pèire Avez. Historique des noms de la commune:
1119 : Sanctus Petrus Vese (cité dans une bulle de Gélase II°)
'Sanctus Petrus' deviendra 'Saint Pierre' en Français, 'Sant Peire' en Occitan Vivaro-Alpin et se fixera, en revanche 'Vese' deviendra rapidement 'Vez' puis 'Aves' (1177)
1789 : Mont-Avez, lors de la séparation de l'église et de l’État, Charles GALIS (voir plus bas), alors conseiller général des Hautes-Alpes, modifia le nom en lui ôtant son lien à la religion (Saint Pierre), le remplaçant par "Mont".
1793 : Saint Pierre Avez (Forme actuelle sans les tirets)
1801 : Saint-Pierre-Avès
Aujourd'hui le nom officiel est Saint-Pierre-Avez mais de nombreuses personnes (notamment les plus âgées) le prononce encore sous la forme Saint Pierre d'Avez (appellation présente sur des extraits du 19e) voir Saint Pierre d'Aves/Saint Pierre d'Avès.
Le "z" et le "s" en fin de nom ont été interchangés à de nombreuses reprises dans l'histoire de cette commune. Aujourd'hui, bien qu'écrit avec un Z, la majorité des gens le prononce [avesse]".

## Histoire
Des mines de cuivre étaient exploitées sur le territoire de la commune dès l’âge du bronze (IIe millénaire av. J.-C.).
Extrait du tableau Historique des Hautes Alpes de Joseph ROMAN, 1887.
État ecclésial
La paroisse de Saint-Pierre-Avez était sous le vocable de la chaire de saint Pierre. Cette église fut confirmée, 1e 20 décembre 1118, par le pape Gélase à l'abbaye de Saint-André-lès-Avignon, de l'ordre de Cluny. Dès 1177, une chapelle de Saint-Cyr existait sur le haut d'une montagne qui était sur les limites de Saint-Pierre-Avez et d'Antonaves; elle fut le but d'un pèlerinage.

- Au commencement du XIIe siècle, les chevaliers de Saint-Jean de Jérusalem étant devenus seigneurs temporels de Saint-Pierre-Avez, partagèrent avec les moines de Saint-André-lès-Avignon le juspatronat et les dîmes de cette paroisse qui dépendait de l'archiprêtré du Rosanais
Histoire
1357, 16 août. Charles, dauphin, prend les habitants de Saint-Pierre sous sa sauvegarde, moyennant un don de 30 livres tournois.
Le 17 février 2012, la commune a adhéré au parc Naturel Régional des Baronnies Provençales.

### Les Hospitaliers
Raymbaud de Mévouillon, seigneur la Val-de-Barret, donna, au commencement du XIIe siècle, la terre de Saint-Pierre-Avez aux Hospitaliers de l'ordre de Saint-Jean de Jérusalem ; cette libéralité fut confirmée, en 1177, par Guillaume et Isoard, ses petits-fils. L'ordre de Saint-Jean y fonda une commanderie qui ne tarda pas à s'enrichir, par suite de diverses donations qui lui furent faites dans les mandements de la Val-de-Barret, d'Upaix et d'Arzeliers, et qui, à la fin du XIIIe siècle, acquit presque tous les biens de l'abbaye de Clairecombe de Ribiers. En 1667, les chevaliers de Saint-Jean percevaient à Saint-Pierre-Avez un huitain et une émine de blé par maison.
L'ordre de Saint-Jean possédait à Saint-Pierre-Avez une juridiction seigneuriale particulière qui s'exerçait à Gap, au XVIIe siècle, avec appel au vibailli de cette ville. Cette terre dépendait de l'élection et de la subdélégation de Gap.
Depuis la donation de Raymbaud de Mévouillon à l'[ordre de Saint-Jean de Jérusalem, cet Ordre fut seigneur de Saint-Pierre-Avez ; il possédait encore cette terre en 1789.
Quelques-uns des commandeurs de Saint-Pierre-Avez
- Pons de Cornillon, 1268
- Isnard de Flayose, 1290
- Barras de Barras, 1326-1330
- Philippe de Reillane, 1332-1356
- Bérenger de Laincel, 1372
- Pons Barre, 1376
- Pierre de Amati, 1389.

Peu après cette date la commanderie de Saint-Pierre-Avez perdit son existence propre et fut unie à celle de Joncas au Comtat-Venaissin, à laquelle elle appartenait encore en 1789.

## Politique et administration

### Liste des maires
| Période                                  | Période         | Identité             | Étiquette           | Qualité         |
| ---------------------------------------- | --------------- | -------------------- | ------------------- | --------------- |
| Les données manquantes sont à compléter. |                 |                      |                     |                 |
| 1792                                     | 1793            | Pierre Bernard       |                     |                 |
| 1793                                     |                 | 1794                 | Jean-Mathieu Robert | Curé            |
| 6 avril 1794                             | 6 novembre 1795 | Charles Galis        |                     |                 |
| 6 novembre 1795                          | 1798            | Jean Baptiste Sarlin |                     | Agent municipal |
| 1799                                     | 1812            | Joseph Bernard       |                     |                 |
| 1813                                     | 1816            | Jean Baptiste Sarlin |                     |                 |
| 1816                                     | 1832            | Joseph Bernard       |                     |                 |
| 1832                                     | 1837            | Siméon Gallis        |                     |                 |
| 1837                                     | 1843            | Joseph Bernard       |                     |                 |
| 1843                                     | 1847            | Pierre Armand        |                     |                 |
| 1848                                     | 1855            | Joseph Blanc         |                     |                 |
| 1855                                     | 1866            | Pierre Armand        |                     |                 |
| 1866                                     | 1871            | Désiré Jouve         |                     |                 |
| 1871                                     | 1877            | Barthélémy Michel    |                     |                 |
| 1877                                     | 1878            | Joseph Bremond       |                     |                 |
| 1878                                     | 1881            | Camille Gallis       |                     |                 |
| 1881                                     | 1884            | Joseph Bremond       |                     |                 |
| 1884                                     | 1888            | Barthélémy Michel    |                     |                 |
| 1888                                     | 1892            | Philippe Gallis      |                     |                 |
| 1892                                     | 1896            | Désiré Jouve         |                     |                 |
| 1896                                     | 1908            | Barthélémy Michel    |                     |                 |
| 1908                                     | 1908            | Baptistin Laugier    |                     |                 |
| 1908                                     | 1912            | Joseph Amic          |                     |                 |
| 1912                                     | 1922            | Émile Michel         |                     |                 |
| 1922                                     | 1929            | Étienne Bremond      |                     |                 |
| 1929                                     | 1933            | Émile Michel         |                     |                 |
| 1933                                     | 1935            | MarcelinBernard      |                     |                 |
| 1935                                     | 1944            | Daniel Truchet       |                     |                 |
| 1945                                     | 1947            | Auguste Vincent      |                     |                 |
| 1947                                     | 1948            | Daniel Truchet       |                     |                 |
| 1948                                     | 1953            | Eugène André         |                     |                 |
| 1953                                     | 1976            | Auguste Vincent      |                     |                 |
| 1976                                     | 1977            | Raymond Armand       |                     |                 |
| 1977                                     | 1982            | Gustave Cornand      |                     |                 |
| 1982                                     | 2003            | Yvan Vincent         |                     |                 |
| 2003                                     | 2006            | Claude Vidal         |                     |                 |
| 2006                                     | 2009            | Danielle Vidal       |                     |                 |
| 2009                                     | 2011            | Jean-Pierre Renard   |                     |                 |
| 2011                                     | 2016            | Sophie Demarez.      | SE                  | retraitée       |
| janvier 2016                             | En cours        | Alain Laugier,       |                     | Ancien employé  |

Historique des signataires d'actes durant la révolution :
Charles Galis et Joseph Sarlin , 1 et 3 janvier 1792
Augier (curé d'une commune voisine), août 1791 - décembre 1791
Charles Galis (maire) et les curés des communes voisines (Barret le Bas, Châteauneuf de Chabre...), 3 juillet 1791 : Acte de décès du curé Jean Louis Martel.

### Rattachements administratifs et électoraux

#### Intercommunalité
Saint-Pierre-Avez fait partie :
- de 1993 à 2017, de la communauté de communes du canton de Ribiers Val de Méouge ;
- à partir du 1er janvier 2017, de la communauté de communes du Sisteronais Buëch.

## Population et société

### Démographie
L'évolution du nombre d'habitants est connue à travers les recensements de la population effectués dans la commune depuis 1793. Pour les communes de moins de 10 000 habitants, une enquête de recensement portant sur toute la population est réalisée tous les cinq ans, les populations de référence des années intermédiaires étant quant à elles estimées par interpolation ou extrapolation. Pour la commune, le premier recensement exhaustif entrant dans le cadre du nouveau dispositif a été réalisé en 2007.

En 2022, la commune comptait 33 habitants, en évolution de +10 % par rapport à 2016 (Hautes-Alpes : +0,4 %, France hors Mayotte : +2,11 %).
| 1793 | 1800 | 1806 | 1821 | 1831 | 1836 | 1841 | 1846 | 1851 |
| ---- | ---- | ---- | ---- | ---- | ---- | ---- | ---- | ---- |
| 220  | 220  | 195  | 213  | 259  | 253  | 283  | 272  | 253  |

| 1856 | 1861 | 1866 | 1872 | 1876 | 1881 | 1886 | 1891 | 1896 |
| ---- | ---- | ---- | ---- | ---- | ---- | ---- | ---- | ---- |
| 209  | 195  | 187  | 186  | 167  | 168  | 157  | 137  | 134  |

| 1901 | 1906 | 1911 | 1921 | 1926 | 1931 | 1936 | 1946 | 1954 |
| ---- | ---- | ---- | ---- | ---- | ---- | ---- | ---- | ---- |
| 124  | 124  | 110  | 92   | 74   | 69   | 68   | 57   | 48   |

| 1962 | 1968 | 1975 | 1982 | 1990 | 1999 | 2006 | 2007 | 2012 |
| ---- | ---- | ---- | ---- | ---- | ---- | ---- | ---- | ---- |
| 38   | 30   | 28   | 14   | 20   | 24   | 24   | 24   | 32   |

| 2017 | 2022 | - | - | - | - | - | - | - |
| ---- | ---- | - | - | - | - | - | - | - |
| 29   | 33   | - | - | - | - | - | - | - |

### Santé
Le Centre Hospitalier le plus proche est celui de Sisteron, à 25 km.

### Cultes

#### Historique des curés successifs avant la révolution Française
- Jean Louis Martel , 1758 - 1791
- Davin, 1711 (premier acte disponible) - 1757

## Culture locale et patrimoine

### Lieux et monuments
- Église Saint-Pierre de Saint-Pierre-Avez.

### Héraldique
| Blason de Saint-Pierre-Avez | Blason  | D'argent à la croix de Malte de gueules, au chef de contre-hermine,. |
| Blason de Saint-Pierre-Avez | Détails | Le statut officiel du blason reste à déterminer.                     |